# Negrosmarkduva
Negrosmarkduva (Gallicolumba keayi) är en akut utrotningshotad fågel i familjen duvor som förekommer i Filippinerna.

## Kännetecken

### Utseende
Negrosmarkduvan är en medelstor (30 cm) och kortstjärtad marklevande duva. En smal blodröd fläck syns centralt på vita strupen och brösten. Ovansidan är grönglänsande på hjässa och nacke, mindre vingtäckarna, övre delen av manteln och bröstsidorna så att ett ofullständigt bröstband bildas. Resten av ovansidan är purpurglänsande kastanjebrun, med ett gråvitt band tvärs över de inre vingtäckarna. Buken är beigefärgad, övergående i gräddvitt på undergump och undre stjärttäckare.

### Läten
Lätet består av två enstaviga "hu", ibland med instick av ett dubbelt "huhu". Sången består av drillar med snabbt upprepade stavelser. 

## Utbredning
Fågeln förekommer i skogar på öarna Negros och Panay i centrala Filippinerna. På Panay har den under senare år observerats regelbundet i Northwest Panay Peninsula Natural Park, där den även noterats häcka. På Negros var den ganska vanlig på 1800-talet, men framåt 1930-talet blev den mycket sällsynt. Sentida studier visar på några få populationer på södra Negros, men kan vara utdöd på norra delen av ön.

## Status
Negrosmarkduvan har en mycket liten och fragmenterad världspopulation bestående av uppskattningsvis mellan 50 och 250 vuxna individer. Den tros också minska i antal till följd av habitatförlust. Internationella naturvårdsunionen IUCN kategoriserar den därför som akut hotad.

## Namn
Fågelns vetenskapliga artnamn hedrar William A. Keay, engelsk sockerplantageägare på Negros.